# Suzuki DR-Z 400
A DR–Z 400 a japán Suzuki Motor Corporation négyütemű egyhengeres motorral szerelt, kétcélú motorkerékpár típusa. Megbízhatóságával, viszonylag alacsony árával és mindezekhez képest nagy teljesítményével vált népszerűvé a dual-sport motorok világában. Kawasaki KLX400 márkajelzéssel – szinte azonos tartalommal, csak némileg módosított kinézettel és tartozékokkal – is forgalomba került.

## Típusváltozatok
A DR–Z 400 négyféle kivitelben létezik:
- DR–Z 400 – berúgókarral szerelt, nem rendszámozható változat
- DR–Z 400S – rendszámozható utcai kivitelű
- DR–Z 400SM – rendszámozható supermoto kivitelű, 17 colos sportfelnikkel, nagyobb első fékekkel és fordított villával
- DR–Z 400E – indítómotorral szerelt rendszámozható (kivétel USA) enduro kivitelű, megnövelt motorteljesítménnyel (37 kW 50 LE)

## Külső hivatkozások
- DR-Z400S gyári ismertető
- 2006 DR-Z400E adatok
- http://drz400e.com/ Archiválva 2011. október 15-i dátummal a Wayback Machine-ben
- http://drz400s.de/